# Agapetes wardii
Agapetes wardii är en ljungväxtart som beskrevs av W.W. Smith. Agapetes wardii ingår i släktet Agapetes och familjen ljungväxter. Inga underarter finns listade i Catalogue of Life.